# Шерстино (Берёзовский сельсовет)
Шерстино́ — деревня в Арзамасском районе Нижегородской области. Входит в Берёзовский сельсовет.

## Население
| 1999 | 2002 | 2010 |
| ---- | ---- | ---- |
| 63   | ↘50  | ↘28  |